# Parlamentswahl in der Türkei Juni 2015
- HDP: 80
- CHP: 132
- AKP: 258
- MHP: 80

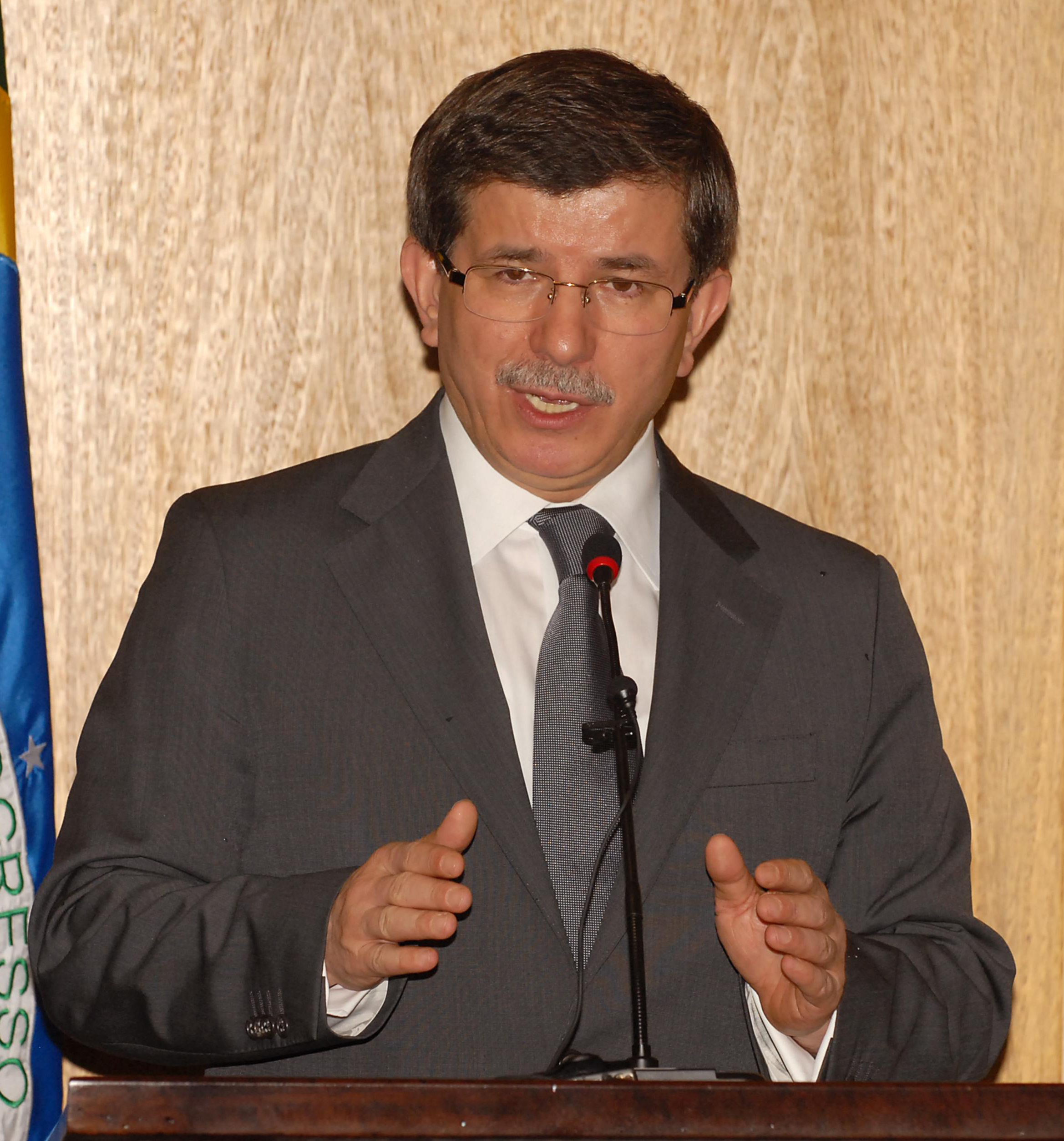
Ahmet Davutoğlu, Kandidat der Gerechtigkeits- und Aufschwungpartei

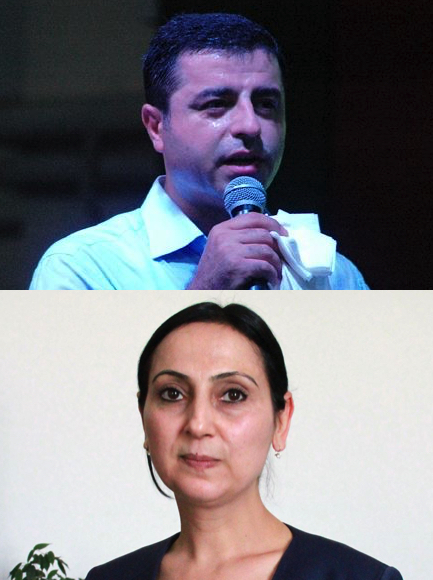
Parteiführer der HDP:
Selahattin Demirtaş (oben) und Figen Yüksekdağ (unten)

Die Wahl zur 25. Großen Nationalversammlung der Türkei fand am 7. Juni 2015 statt. Gewählt wurden die 550 Abgeordneten des nationalen Parlaments. Rund 56,6 Millionen wahlberechtigte Bürger waren aufgerufen, an 174.240 Wahlurnen ihre Stimme abzugeben. Die Wahl endete mit deutlichen Stimmenverlusten der bisher regierenden islamisch-konservativen Partei für Gerechtigkeit und Aufschwung (AKP) von Ministerpräsident Ahmet Davutoğlu. Die kemalistisch-sozialdemokratische Republikanische Volkspartei (CHP) unter ihrem Vorsitzenden Kemal Kılıçdaroğlu wurde zweitstärkste Kraft.
Nachdem die AKP seit ihrem Erfolg im Jahre 2002 unter Recep Tayyip Erdoğan ununterbrochen mit absoluter Mehrheit regiert hatte, verfehlte sie bei dieser Wahl die Mehrheit der Mandate. Mit der demokratisch-sozialistischen und pro-kurdischen Demokratischen Partei der Völker (HDP) überschritt zum ersten Mal in der Geschichte der Republik eine Partei, die insbesondere für sich in Anspruch nimmt, die Anliegen der kurdischen Minderheit zu repräsentieren, die im türkischen Gesetz über politische Parteien festgelegte Zehn-Prozent-Sperrklausel.
Da nach der Wahl in der 45 Tage andauernden Frist keine Koalition gebildet werden konnte, fanden am 1. November 2015 Neuwahlen statt.

## Bedeutung der Wahl und Wahlkampf

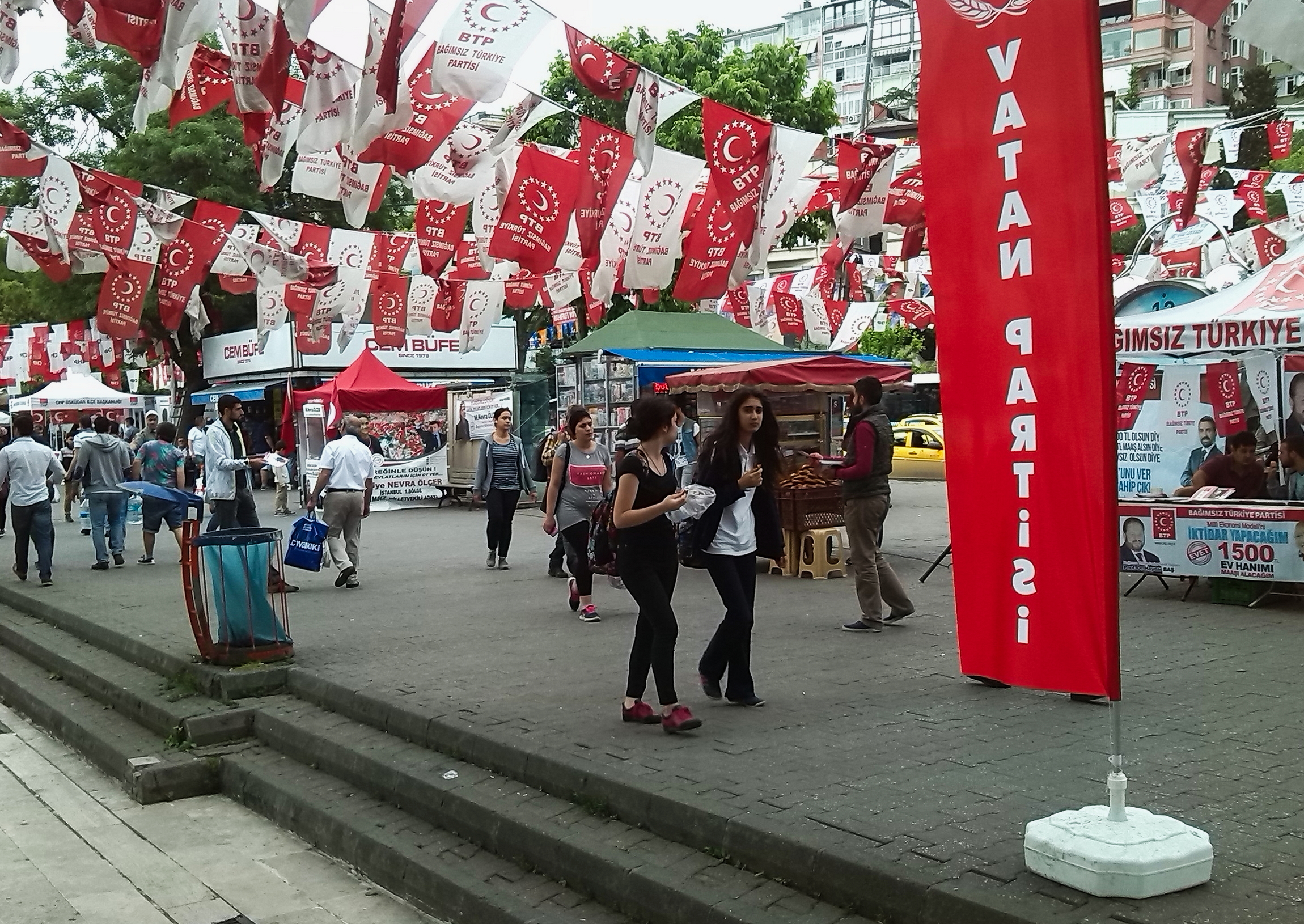
Wahlkampfveranstaltung der Parteien Bağımsız Türkiye Partisi (BTP) und Vatan Partisi in Istanbul

Dem Wahlausgang wurde eine besondere Bedeutung für die Verfassung der Türkei beigemessen. Bei der letzten Parlamentswahl im Jahr in 2011 bekam die regierende Partei für Gerechtigkeit und Aufschwung (AKP) unter ihrem Führer Recep Tayyip Erdoğan 327 von 550 Parlamentssitzen. Bei der Präsidentschaftswahl 2014 wurde Erdoğan in das Präsidentenamt gewählt. Seit längerem ist es das erklärte Ziel der AKP, die türkische Verfassung in Richtung einer Präsidialverfassung umzubauen, d. h. die politische Macht des Präsidenten deutlich zu stärken. Hätte die AKP bei der jetzigen Wahl mindestens 330 Mandate (60,0 %) erlangt, hätte sie das Recht, ein Referendum über eine Verfassungsänderung in die Wege zu leiten. Bei Gewinn von 367 oder mehr Sitzen, hätte sie über eine Zweidrittelmehrheit verfügt und könnte eine Verfassungsänderung auch ohne Referendum auf dem Wege der Gesetzgebung umsetzen. Unter dem Motto Yeni Türkiye Sözleşmesi - 2023 („Der neue Türkei-Vertrag - 2023“) veröffentlichte die AKP ein 100 Paragraphen umfassendes Wahlprogramm, in dem auch für das Präsidialsystem geworben wird, unter anderem mit der Begründung, dass dadurch zukünftige Konflikte zwischen dem Staatspräsidenten und dem Ministerpräsidenten verhindert würden. Politische Gegner der AKP fürchten im Falle einer Verfassungsänderung eine noch weitere Machtkonzentration in den Händen Erdoğans und sprechen von einer „möglichen Diktatur“.
Der langjährige Abgeordnete der AKP und einer ihrer Mitgründer Dengir Mir Mehmet Fırat trat für die gegnerische Demokratische Partei der Völker (HDP) in der Provinz Mersin an. 68 Abgeordnete der AKP kandidierten wegen der parteiinternen maximal zweifachen Wiederwahlregel nicht mehr. Dazu gehörten auch wichtige Politiker und derzeitige Minister wie Ali Babacan, Bülent Arınç, Cemil Çiçek und Taner Yıldız. Auch die in den Korruptionsskandal 2013 verwickelten ehemaligen Minister Muammer Güler, Mehmet Zafer Çağlayan und Erdoğan Bayraktar kandidierten nicht mehr.
Das Abschneiden der linksgerichteten HDP, die in einer Doppelspitze von Selahattin Demirtaş, einem kurdischen Rechtsanwalt, und der Frauenrechts-Aktivistin Figen Yüksekdağ geleitet wird, wurde mit besonderem Interesse beobachtet. Die HDP trat bei dieser Wahl erstmals als Partei und nicht in Form von unabhängigen Einzelkandidaten an. Das türkische Wahlsystem sieht für Parteien eine landesweite Sperrklausel von zehn Prozent vor. Die Vermutungen ging dahin, dass die Hoffnungen der AKP auf eine verfassungsändernde Mehrheit wohl dahin wären, sollte die HDP die Zehn-Prozent-Hürde überspringen, was nach den Umfragen vor der Wahl wahrscheinlich erschien.
Im Wahlkampf warf Oppositionsführer Kemal Kılıçdaroğlu von der Republikanischen Volkspartei (CHP) der regierenden AKP Korruption und Prunksucht vor. Es sei viel zu viel Geld für „Mercedes-Wagen, Jets und Präsidentenpaläste“ ausgegeben worden. Im 490 Millionen Euro teuren Präsidentenpalast in Ankara seien unter anderem goldene Toilettenbrillen installiert worden – ein Vorwurf, der von der AKP heftig zurückgewiesen wurde. Die Opposition warf Präsident Erdoğan auch vor, sich in den Wahlkampf einzumischen, obwohl er als Präsident zu parteipolitischer Neutralität verpflichtet sei. Die HDP beklagte sich über mehrere Angriffe auf ihre Wahlbüros und Zweigstellen. Am 18. Mai kam es zu Bombenanschlägen auf die Parteibüros in den südtürkischen Städten Adana und Mersin mit einigen Verletzten. Insgesamt kam es laut einem Bericht der türkischen Menschenrechtsorganisation İHD in dem Zeitraum vom 23. März bis zum 19. Mai 2015 zu Sachbeschädigungen an 114 Standorten der HDP. Für die AKP werden sieben, für die CHP vier und für die MHP ein Vorfall genannt.
Am 5. Juni 2015, zwei Tage vor der Wahl, ereigneten sich auf einer Wahlkundgebung der HDP in Diyarbakır Explosionen, die vier Todesopfer und mehr als hundert Verletzte forderten. Die Ursache ist bislang unklar.

## Teilnehmende Parteien
Zur Parlamentswahl wurden durch den Hohen Wahlausschuss 31 Parteien zugelassen. Mehrere Parteien zogen sich jedoch zurück, erfüllten die Fristen nicht oder gingen Wahlbündnisse ein. Dadurch verringerte sich die Zahl der Parteien von 31 auf 19. Die Partei für Recht und Gleichheit und die Partei der Freien Sache werden ihre Kandidaten als Unabhängige Kandidaten in die Wahl schicken. Die folgenden Parteien konnten bis zum Fristende keine Kandidatenliste vorlegen: die Partei des Volksaufstieges, die Partei für Recht und Freiheiten, Konservative Partei des Aufstiegs, Partei für Recht und Gerechtigkeit, die Junge Partei, Prinzipien- und Wertepartei und die Kommunistische Partei. Die Partei der Freiheit und Solidarität und die Demokratische Entwicklungspartei zogen sich zurück. Die Glückseligkeitspartei ging mit der Großen Einheitspartei ein Bündnis ein.
Die Reihenfolge der Parteien auf dem Wahlzettel wird per Losverfahren durch den Hohen Wahlausschuss (YSK) festgelegt. Die nachfolgende Tabelle listet die Parteien gemäß ihrer Reihenfolge auf dem Wahlzettel auf:
| Nr. | Logo | Logo | Partei | Kürzel (türk.)            | Ausrichtung                                 | Spitzenkandidatur                       |
| --- | ---- | ---- | --- | ------------------------- | ------------------------------------------- | --------------------------------------- |
| 1   |      |      | Doğru Yol Partisi Partei des Rechten Weges                                                                  | DYP                       | konservativ                                 | Çetin Özaçıkgöz                         |
| 2   |      |      | Anadolu Partisi Anatolien-Partei                                                                            | AnaPar                    | patriotisch-laizistisch                     | Emine Ülker Tarhan                      |
| 3   |      |      | Hak ve Özgürlükler Partisi Partei für Recht und Freiheiten                                                  | HAK-PAR                   | pro-kurdisch                                | Fehmi Demir                             |
| 4   |      |      | Komünist Parti Kommunistische Partei                                                                        | KP                        | marxistisch-leninistisch                    | Kemal Okuyan und Aydemir Güler          |
| 5   |      |      | Millet Partisi Nationspartei                                                                                | MP                        | nationalistisch                             | Aykut Edibali                           |
| 6   |      |      | Hak ve Adalet Partisi Partei für Recht und Gerechtigkeit                                                    | HAP                       | nationalistisch-populistisch                | Yiğit Zeki Öztürk                       |
| 7   |      |      | Merkez Parti Partei der Mitte                                                                               | MEP                       |                                             | Abdurrahim Karslı                       |
| 8   |      |      | Toplumsal Uzlaşma Reform ve Kalkınma Partisi Gesellschaftliche Versöhnungs-, Reform- und Entwicklungspartei | TURK-P                    |                                             | Ahmet Eyüp Özgüç                        |
| 9   |      |      | Halkın Kurtuluş Partisi Volksbefreiungspartei                                                               | HKP                       | marxistisch-leninistisch                    | Nurullah Ankut                          |
| 10  |      |      | Liberal Demokrat Parti Liberaldemokratische Partei                                                          | LDP                       | liberal                                     | Cem Toker                               |
| 11  |      |      | Milliyetçi Hareket Partisi Partei der Nationalistischen Bewegung                                            | MHP                       | nationalistisch, rechtsextrem               | Devlet Bahçeli                          |
| 12  |      |      | Halkların Demokratik Partisi Demokratische Partei der Völker                                                | HDP                       | demokratisch-sozialistisch, pro-kurdisch    | Figen Yüksekdağ und Selahattin Demirtaş |
| 13  |      |      | Saadet Partisi Partei der Glückseligkeit                                                                    | SP                        | islamistisch                                | Mustafa Kamalak                         |
| 13  |      |      | Büyük Birlik Partisi Partei der Großen Einheit                                                              | BBP (zusammen mit der SP) | islamistisch, nationalistisch, rechtsextrem | Mustafa Destici                         |
| 14  |      |      | Cumhuriyet Halk Partisi Republikanische Volkspartei                                                         | CHP                       | kemalistisch, sozialdemokratisch            | Kemal Kılıçdaroğlu                      |
| 15  |      |      | Adalet ve Kalkınma Partisi Partei für Gerechtigkeit und Aufschwung                                          | AKP                       | islamisch-konservativ                       | Ahmet Davutoğlu                         |
| 16  |      |      | Demokratik Sol Parti Demokratische Linkspartei                                                              | DSP                       | sozialdemokratisch                          | Masum Türker                            |
| 17  |      |      | Yurt Partisi Heimatpartei                                                                                   | YURT-P                    | nationalistisch-konservativ                 | Sadettin Tantan                         |
| 18  |      |      | Demokrat Parti Demokratische Partei                                                                         | DP                        | liberal-konservativ                         | Gültekin Uysal                          |
| 19  |      |      | Vatan Partisi Vaterlandspartei                                                                              | —                         | kemalistisch, nationalistisch               | Doğu Perinçek                           |
| 20  |      |      | Bağımsız Türkiye Partisi Partei der Unabhängigen Türkei                                                     | BTP                       | nationalistisch, konservativ                | Haydar Baş                              |

## Abgeordnetenzahl nach Provinzen

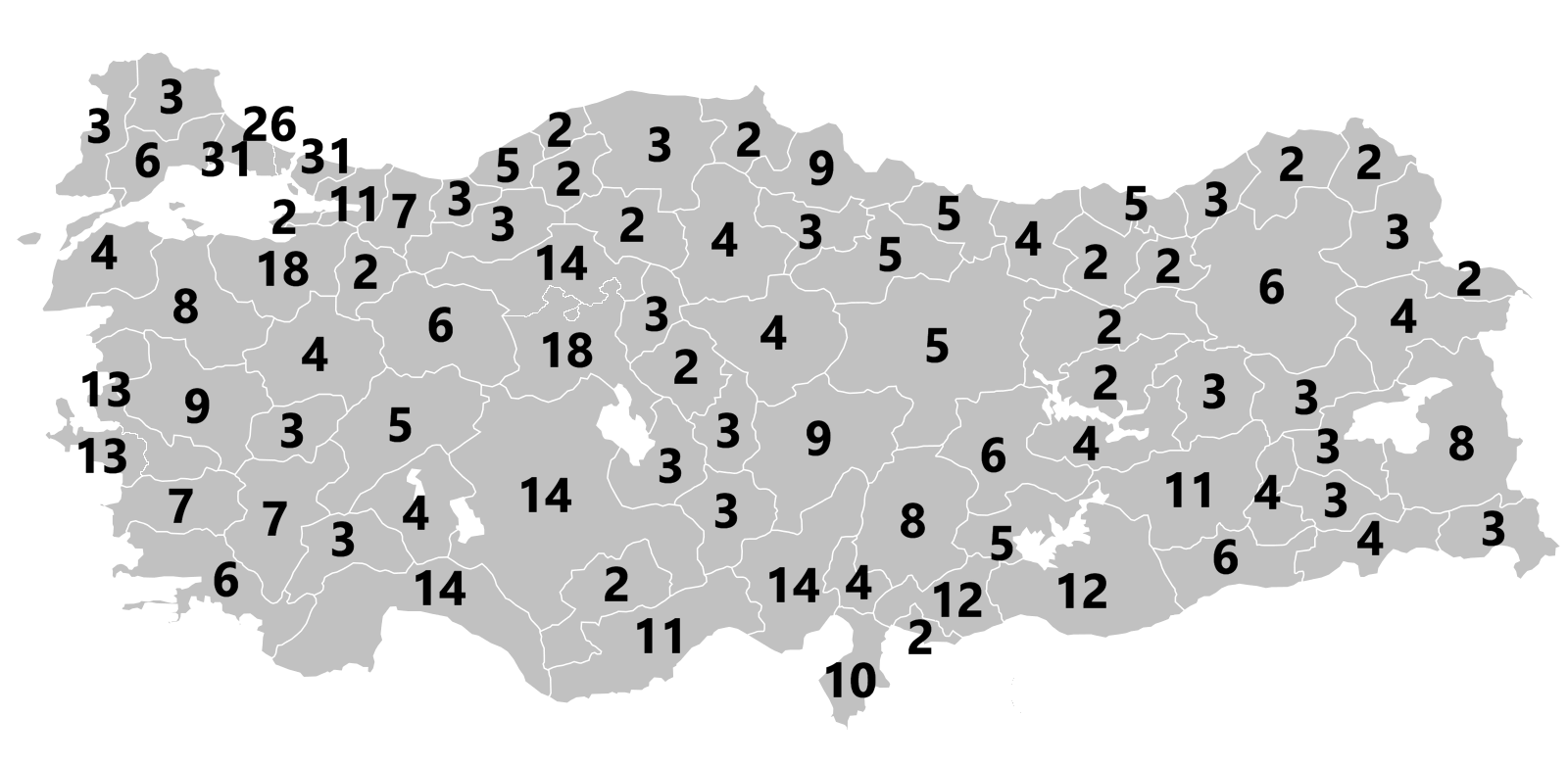
Die Wahlkreise mit der jeweiligen Zahl der gewählten Abgeordneten

Jede der 81 Provinzen bildet einen Wahlkreis, in dem je nach Bevölkerungszahl eine unterschiedliche Zahl von Abgeordneten gewählt werden. Die einzige Ausnahme hiervon bilden die Provinzen bzw. Großstädte Istanbul, Ankara und Izmir, die in drei bzw. je zwei Wahlkreise aufgeteilt sind. Insgesamt gibt es damit 85 Wahlkreise. Im Vergleich zur vorherigen Wahl gab es nur wenige Änderungen. So stieg zum Beispiel die Mandatszahl für die Provinz Istanbul von 85 auf 88. Die Zahlen der Abgeordneten pro Wahlkreis sind die im Folgenden aufgeführten (Änderungen im Vergleich zur Wahl 2011 in Klammern).
- Adana: 14
- Adıyaman: 5
- Afyonkarahisar: 5
- Ağrı: 4
- Aksaray 3
- Amasya: 3
- Ankara 1. Gebiet: 18 ( ▲2)
- Ankara 2. Gebiet: 14 ( ▼1)
- Antalya: 14
- Ardahan 2
- Artvin: 2
- Aydın: 7
- Balıkesir: 8
- Bartın 2
- Batman 4
- Bayburt 2 ( ▲1)
- Bilecik: 2
- Bingöl 3
- Bitlis 3
- Bolu 3
- Burdur 3
- Bursa 18
- Çanakkale 4
- Çankırı 2
- Çorum 4
- Denizli 7
- Diyarbakır 11
- Düzce 3
- Edirne 3
- Elazığ 4 ( ▼1)
- Erzincan 2
- Erzurum 6
- Eskişehir 6
- Gaziantep 12
- Giresun 4
- Gümüşhane 2
- Hakkâri 3
- Hatay 10
- Iğdır 2
- Isparta 4
- İstanbul 1. Gebiet: 31 ( ▲1)
- İstanbul 2. Gebiet: 26 ( ▼1)
- İstanbul 3. Gebiet: 31 ( ▲3)
- İzmir 1. Gebiet: 13
- İzmir 2. Gebiet: 13
- Karabük 2
- Karaman 2
- Kars: 3
- Kastamonu: 3
- Kayseri: 9
- Kilis 2
- Kırıkkale 3
- Kırklareli: 3
- Kırşehir: 2
- Kocaeli: 11
- Konya: 14
- Kütahya: 4 ( ▼1)
- Malatya: 6
- Manisa 9 ( ▼1)
- Kahramanmaraş 8
- Mardin 6
- Mersin 11
- Muğla 6
- Muş 3 ( ▼1)
- Nevşehir 3
- Niğde 3
- Ordu 5 ( ▼1)
- Osmaniye 4
- Rize 3
- Sakarya 7
- Samsun 9
- Siirt 3
- Sinop 2
- Şırnak 4
- Sivas 5
- Tekirdağ 6
- Tokat 5
- Trabzon 6
- Tunceli 2
- Şanlıurfa 12
- Uşak 3
- Van 8
- Yalova 2
- Yozgat 4
- Zonguldak 5

## Wähler im Ausland
Im Ausland wohnende Staatsbürger der Türkei waren ebenfalls wahlberechtigt. Die Stimmabgabe war in türkischen Konsulaten in 54 Ländern weltweit vom 8. bis 31. Mai. d. h. über 24 Tage lang möglich. Von den etwa 1,4 Millionen wahlberechtigten Bürgern der Türkei in Deutschland gaben nach verschiedenen Schätzungen zwischen 34 % und 44 % ihre Stimme ab. Es wurde erwartet, dass die Stimmen dieser Wähler eher nicht die Sitzverteilung der Parteien im Parlament beeinflussen würden, da den auslandswahlberechtigten türkischen Staatsbürgern kein eigener Wahlkreis zugeordnet ist. Deren Stimmen können aber den relativen Stimmenanteil der Parteien verändern, der z. B. darüber entscheidet, ob eine Partei die 10 %-Hürde überwindet.

## Umfragen
| Zeitraum             | Herausgeber | Teilnehmer | AKP  | CHP  | MHP  | HDP  | Sonstige |
| -------------------- | ----------- | ---------- | ---- | ---- | ---- | ---- | -------- |
| Zeitraum             | Herausgeber | Teilnehmer |      |      |      |      |          |
| 30. Mai−1. Juni 2015 | ORC         | 3.850      | 46,0 | 25,3 | 15,5 | 9,0  | 4,2      |
| 30.–31. Mai 2015     | Konda       | 3.543      | 41,0 | 27,8 | 14,8 | 12,6 | 3,8      |
| 27. Mai 2015         | ANAR        | –          | 40,5 | 26,0 | 17,0 | 11,0 | 5,5      |
| 27. Mai 2015         | Aksoy       | –          | 42,6 | 26,2 | 16,2 | 10,6 | 4,2      |
| 18.–26. Mai 2015     | MAK         | 2.155      | 43,6 | 24,9 | 16,4 | 9,9  | 5,2      |
| 25. Mai 2015         | SONAR       | 3.000      | 41,0 | 26,0 | 18,1 | 10,4 | 4,5      |
| 23.–24. Mai 2015     | Gezici      | 4.860      | 39,3 | 28,5 | 17,2 | 12,4 | 2,6      |
| 21.–24. Mai 2015     | ANDY-AR     | 4.166      | 41,9 | 25,8 | 16,0 | 10,7 | 5,6      |
| 16.–24. Mai 2015     | Denge       | 11.859     | 44,6 | 25,5 | 16,1 | 10,5 | 3,3      |
| 17.–23. Mai 2015     | Politics    | 4.200      | 45,2 | 26,3 | 15,4 | 9,6  | 3,5      |
| 11.–22. Mai 2015     | SAMER       | 4.150      | 43,3 | 27,1 | 15,3 | 11,3 | 3,0      |
| 15.–21. Mai 2015     | Vera        | 1.509      | 43,5 | 27,1 | 16,0 | 9,6  | 3,9      |
| 21. Mai 2015         | Konda       | –          | 40,5 | 28,7 | 14,4 | 11,5 | 4,9      |
| 15.–20. Mai 2015     | AKAM        | 2.164      | 38,9 | 28,1 | 17,6 | 11,8 | 3,6      |
| 8.–11. Mai 2015      | MetroPoll   | 2.976      | 42,8 | 27,0 | 17,1 | 9,2  | 3,9      |
| 9.–10. Mai 2015      | Gezici      | 4.860      | 38,2 | 30,1 | 17,1 | 10,5 | 4,1      |
| 6.–7. Mai 2015       | CHP         | 1.618      | 39,3 | 28,1 | 17,8 | 10,3 | 4,6      |
| 4.–7. Mai 2015       | ORC         | 2.450      | 47,5 | 23,9 | 15,0 | 8,1  | 5,5      |
| 3.–7. Mai 2015       | Denge       | 5.073      | 45,6 | 25,5 | 15,1 | 9,5  | 4,3      |
| 2.–7. Mai 2015       | Benenson SG | –          | 39,0 | 31,6 | 14,7 | 10,5 | 4,2      |
| 30. Apr.-7 Mai 2015  | Konsensus   | 1.500      | 43,9 | 26,7 | 15,8 | 9,7  | 3,9      |
| 1.–5. Mai 2015       | AKAM        | 2.262      | 38,3 | 27,3 | 18,1 | 11,8 | 4,5      |
| Wahl 2011            | Wahl 2011   | Wahl 2011  | 49,8 | 26,0 | 13,0 | Neu  | 11,2     |

## Ergebnisse
Die Wahlbeteiligung war mit 84 Prozent im Vergleich zur letzten Wahl etwas höher, was kennzeichnend für das hohe öffentliche Interesse war. Auch die EU-Kommission begrüßte dies als „ein klares Zeichen der Stärke der türkischen Demokratie“. Im Ergebnis bedeutete die Wahl eine deutliche Niederlage für die regierende AKP. Sie hatte nicht nur ihr Fern-Ziel einer verfassungsändernden Mehrheit weit verfehlt, sondern auch die absolute Mehrheit der Parlamentssitze eingebüßt, die sie seit der Parlamentswahl 2002 behauptet hatte. Sie blieb allerdings mit 41 % der Stimmen mit weitem Abstand die populärste Partei. Führende Politiker der AKP gestanden die Niederlage ein. Nachdem Erdoğan im Wahlkampf ziemlich unverhohlen die Opposition kritisiert hatte, nahm er nach der Wahl wieder die Rolle des überparteilichen Präsidenten an und rief die Parteien zu verantwortlichem Handeln auf. „Demokratische Errungenschaften“ müssten geschützt werden.
Ende der 1970er Jahre herrschten in der Türkei bürgerkriegsähnliche Zustände zwischen linken und rechten Gruppierungen, die nach heutigen Schätzungen etwa 5000 Menschen das Leben kosteten. Am 12. September 1980 stürzte das türkische Militär unter der Führung von Generalstabschef Kenan Evren die gewählte Regierung. In den folgenden Jahren wurde die dritte Verfassung der Türkischen Republik unter Vorsitz des Militärs verfasst, die deutlich autoritärere Züge im Vergleich zur Verfassung von 1961 aufweist. Die Generäle legten eine sehr hohe Hürde für den Einzug in die Große Volksversammlung in Ankara fest: Mindestens zehn Prozent der abgegebenen Stimmen muss eine Partei gewinnen, um in das Parlament einzuziehen. Diese Hürde sorgte dafür, dass eine Mehrheit der Wähler seit dem Inkrafttreten der Verfassung der Republik Türkei 1982 oft genug überhaupt nicht im Parlament repräsentiert war. Zuvor errangen kurdische Politiker Abgeordnetenmandate nur über die Liste einer anderen Partei, z. B. bei der Wahl im Jahre 1991, als die SHP 22 Kandidaten der 1993 wegen ihrer Nähe zur PKK verbotenen HEP den Weg in die türkische Nationalversammlung ermöglichte. Als die AKP 2002 mit 34 Prozent der Stimmen ihren ersten Sieg bei einer Parlamentswahl und die absolute Mehrheit der Mandate errang, gelang nur der CHP als weiterer Partei der Einzug ins Parlament. Mehr als 45 Prozent der abgegebenen Stimmen entfielen auf Parteien, die weniger als ein Zehntel der Stimmen erhalten hatten. Die Hürde wurde zur Mauer. Somit war für den Verlust der seit 2002 von der AKP innegehabten absoluten Mehrheit der Mandate der Umstand, dass die linksgerichtete pro-kurdische HDP erstmals als Partei die hohe Zehn-Prozent-Hürde überwand und damit als vierte Partei ins Parlament einzog, ursächlich. Die HDP hatte nicht nur Stimmen von den kurdischen Bevölkerungsteilen erhalten, sondern auch viele Stimmen von taktisch wählenden linksgerichteten Gegnern der AKP bzw. Erdoğans.
Im neu gewählten Parlament sind insgesamt 98 Frauen vertreten, dies entspricht einem Anteil von 18 Prozent. Bisher lag der Anteil der weiblichen Abgeordneten bei 14 Prozent. Den höchsten Frauenanteil wies mit etwa 40 % die HDP auf. Unter den gewählten 550 Abgeordneten sind vier Christen: Die drei Armenier Garabed Paylan (HDP), Markar Esayan (AKP), Selina Doğan (CHP) sowie der Aramäer Erol Dora (HDP). Die Jesiden sind im Parlament mit den beiden deutsch-türkischen Persönlichkeiten Feleknas Uca (HDP) und Ali Atalan (HDP) vertreten. Der ehemalige Grünen-Politiker Ozan Ceyhun, der im Wahlkreis Izmir für die AKP antrat, wurde nicht ins Parlament gewählt. Dies gelang dem deutsch-türkischen Vorsitzenden der Alevitischen Union Europas (AABK), Turgut Öker. Erstmals ist mit Özcan Purçu ein Vertreter der Roma-Minderheit im Parlament vertreten.

### Gesamtergebnis

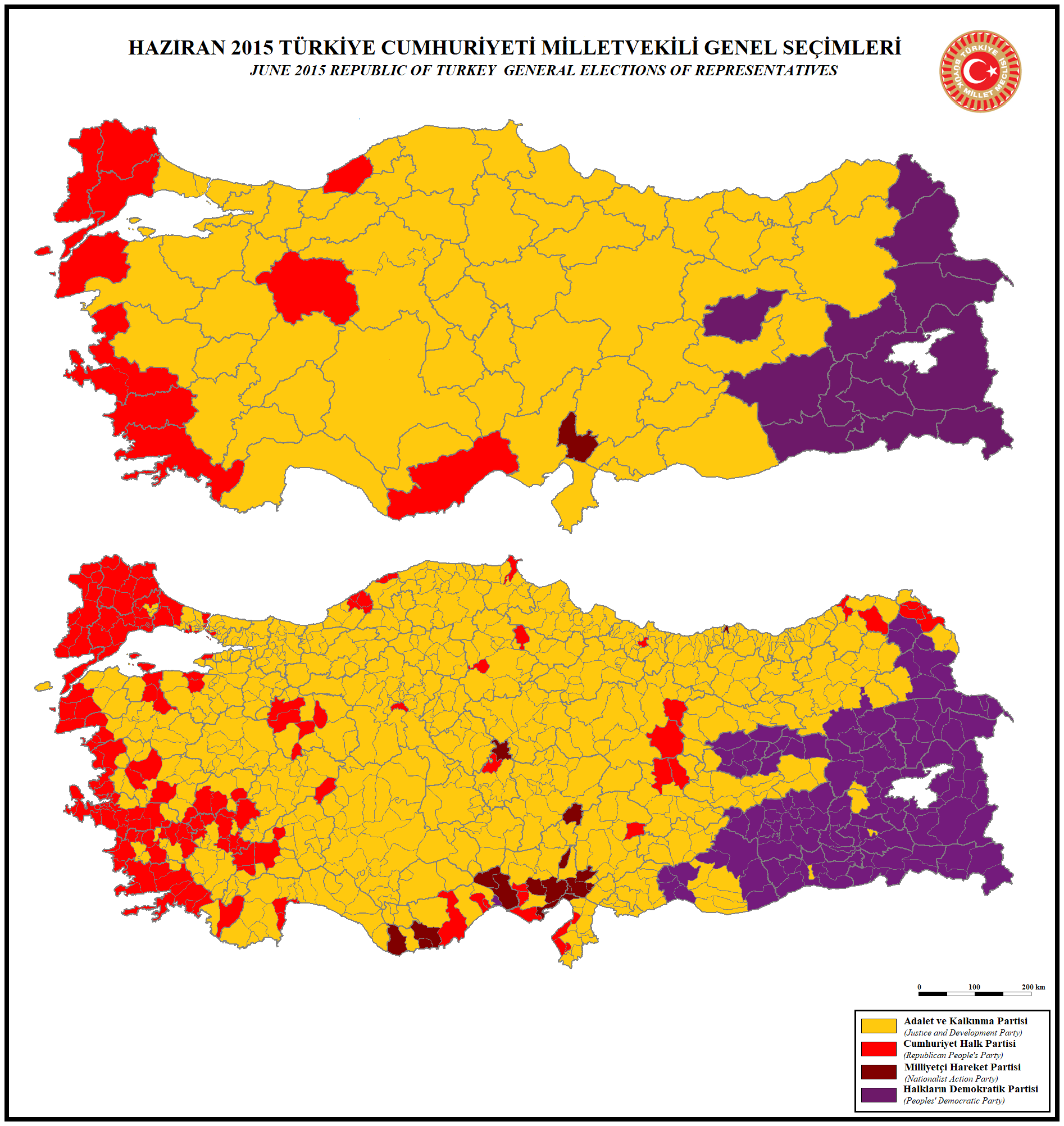
Partei mit den meisten Stimmen in einer Provinz:
AKP
CHP
MHP
HDP

Stimmenanteil der AKP

Stimmenanteil der CHP

Stimmenanteil der MHP

Stimmenanteil der HDP

| Partei                      | Partei                                                         | Kürzel              | Stimmen    | Stimmen | Stimmen | Sitze  | Sitze |
| Partei                      | Partei                                                         | Kürzel              | Anzahl     | %       | +/−     | Anzahl | +/−   |
| --------------------------- | -------------------------------------------------------------- | ------------------- | ---------- | ------- | ------- | ------ | ----- |
|                             | Partei für Gerechtigkeit und Aufschwung                        | AKP                 | 18.867.411 | 40,87   | −8,96   | 258    | −69   |
|                             | Republikanische Volkspartei                                    | CHP                 | 11.518.139 | 24,95   | −1,03   | 132    | −3    |
|                             | Partei der Nationalistischen Bewegung                          | MHP                 | 7.520.006  | 16,29   | +3,28   | 80     | +27   |
|                             | Demokratische Partei der Völker                                | HDP                 | 6.058.489  | 13,12   | Neu     | 80     | Neu   |
|                             | Partei der Glückseligkeit                                      | SP                  | 949.178    | 2,06    | +0,79   | 0      | ±0    |
|                             | Unabhängige                                                    | —                   | 488.226    | 1,06    | −5,51   | 0      | −35   |
|                             | Vaterlandspartei                                               | —                   | 161.674    | 0,35    | Neu     | 0      | Neu   |
|                             | Partei der Unabhängigen Türkei                                 | BTP                 | 96.475     | 0,21    | Neu     | 0      | Neu   |
|                             | Demokratische Linkspartei                                      | DSP                 | 85.810     | 0,19    | −0,06   | 0      | ±0    |
|                             | Demokratische Partei                                           | DP                  | 75.784     | 0,16    | −0,49   | 0      | ±0    |
|                             | Gesellschaftliche Versöhnungs-, Reform- und Entwicklungspartei | TURK-P              | 72.701     | 0,16    | Neu     | 0      | Neu   |
|                             | Volksbefreiungspartei                                          | HKP                 | 60.396     | 0,13    | Neu     | 0      | Neu   |
|                             | Partei für Recht und Freiheiten                                | HAK-PAR             | 58.716     | 0,13    | Neu     | 0      | Neu   |
|                             | Partei des Rechten Weges                                       | DYP                 | 28.852     | 0,06    | −0,09   | 0      | ±0    |
|                             | Anatolien-Partei                                               | ANAPAR              | 27.688     | 0,06    | Neu     | 0      | Neu   |
|                             | Liberaldemokratische Partei                                    | LDP                 | 26.500     | 0,06    | +0,02   | 0      | ±0    |
|                             | Partei der Mitte                                               | MEP                 | 20.945     | 0,05    | Neu     | 0      | Neu   |
|                             | Nationspartei                                                  | MP                  | 17.473     | 0,04    | −0,10   | 0      | ±0    |
|                             | Kommunistische Partei                                          | KP                  | 13.780     | 0,03    | Neu     | 0      | Neu   |
|                             | Heimatpartei                                                   | YURT-P              | 9.289      | 0,02    | Neu     | 0      | Neu   |
|                             | Partei für Recht und Gerechtigkeit                             | HAP                 | 5.711      | 0,01    | Neu     | 0      | Neu   |
| Gesamt                      | Gesamt                                                         | Gesamt              | 46.163.243 | 100,00  |         | 550    |       |
| Gültige Stimmen             | Gültige Stimmen                                                | Gültige Stimmen     | 46.163.243 | 97,17   | −0,61   |        |       |
| Ungültige Stimmen           | Ungültige Stimmen                                              | Ungültige Stimmen   | 1.344.224  | 2,83    | +0,61   |        |       |
| Wahlbeteiligung             | Wahlbeteiligung                                                | Wahlbeteiligung     | 47.507.467 | 83,92   | +0,76   |        |       |
| Nichtwähler                 | Nichtwähler                                                    | Nichtwähler         | 9.101.350  | 16,08   | −0,76   |        |       |
| Registrierte Wähler         | Registrierte Wähler                                            | Registrierte Wähler | 56.608.817 |         |         |        |       |
| Quelle: Hoher Wahlausschuss |                                                                |                     |            |         |         |        |       |

### Ausland

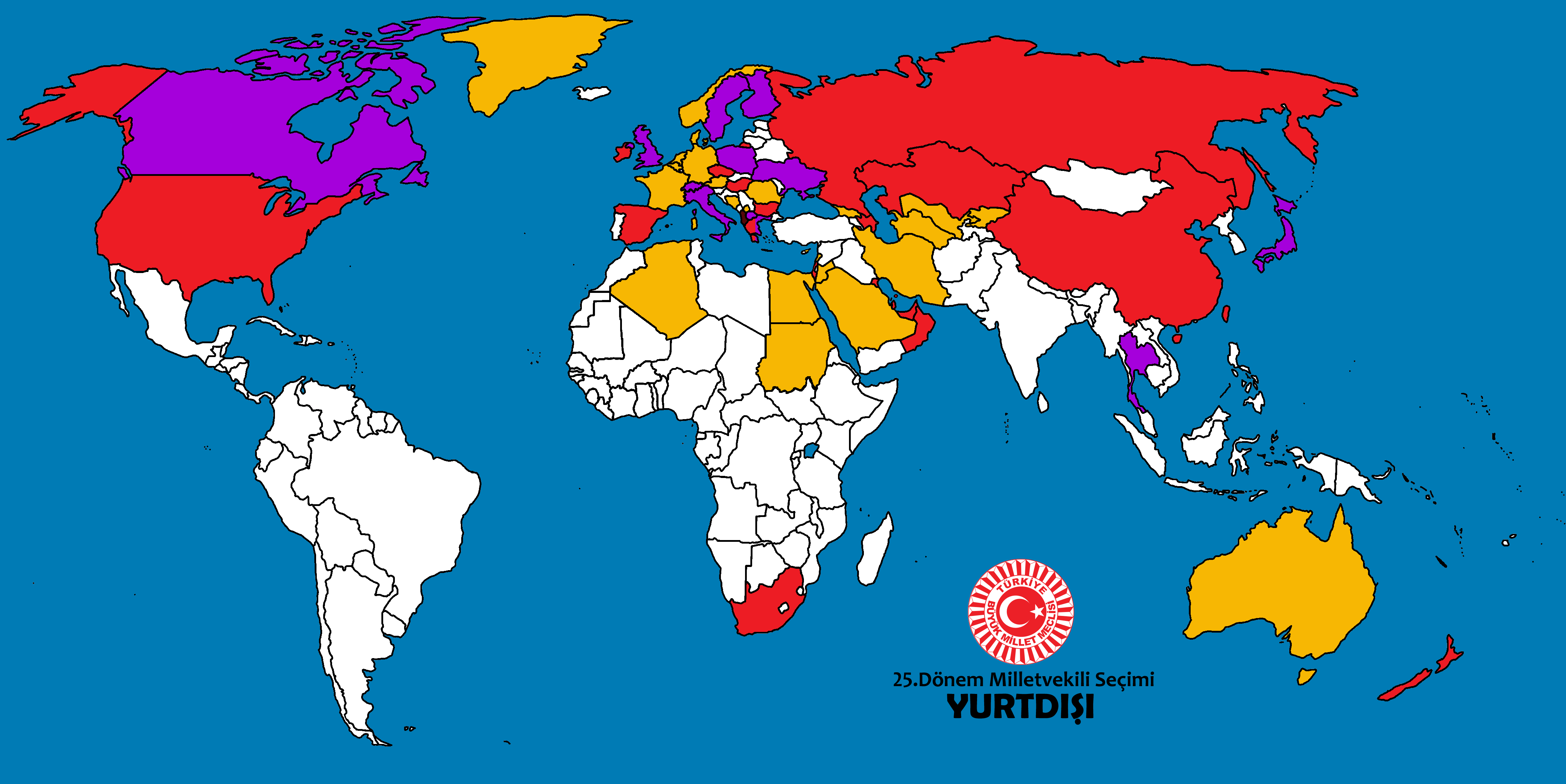
Stimmen türkischer Wähler im Ausland

Nach der Präsidentschaftswahl in der Türkei 2014 war dies die zweite Wahl, bei der türkische Staatsbürger im Ausland teilnehmen konnten. Bei den Stimmen der türkischen Wähler im Ausland, so auch in Deutschland und Österreich, erzielten sowohl die AKP als auch die HDP deutlich höhere Stimmenanteile als in der Türkei selbst. In der Schweiz erhielt die HDP fast die Hälfte aller dortigen Stimmen. Von 2.866.979 registrierten Auslandstürken gingen 1.056.078 wählen (36,84 %). Gültig waren 1.041.470 Stimmen.
| Land                                  | AKP     | AKP        | CHP     | CHP        | MHP     | MHP        | HDP     | HDP        | Sonstige | Sonstige   |
| Land                                  | Stimmen | in Prozent | Stimmen | in Prozent | Stimmen | in Prozent | Stimmen | in Prozent | Stimmen  | in Prozent |
| ------------------------------------- | ------- | ---------- | ------- | ---------- | ------- | ---------- | ------- | ---------- | -------- | ---------- |
| Deutschland                           | 254.507 | 53,63      | 75.863  | 15,99      | 46.112  | 9,72       | 83.053  | 17,50      | 14.994   | 3,16       |
| Österreich                            | 23.476  | 64,18      | 3.768   | 10,30      | 2.843   | 7,77       | 5.216   | 14,26      | 1.278    | 3,49       |
| Schweiz                               | 8.991   | 25,11      | 6.250   | 17,46      | 2.425   | 6,77       | 17.012  | 47,51      | 1.126    | 3,14       |
| Alle Auslandstürken weltweit zusammen | 519.664 | 49,90      | 179.458 | 17,23      | 96.451  | 9,26       | 211.355 | 20.29      | 34.542   | 3,32       |

(Ergebnisse für Luxemburg sind nicht separat verfügbar.)

## Nach der Wahl
Die türkische Verfassung sieht vor, dass nach dem Wahltermin innerhalb von 45 Tagen eine neue Regierung gebildet werden muss. Ist dies nicht der Fall, müssen Neuwahlen stattfinden. Nachdem keine Partei die absolute Mehrheit gewonnen hatte, waren prinzipiell verschiedene Optionen denkbar:
- Bildung einer nationalkonservativen Koalition aus AKP und MHP
- Bildung einer Großen Koalition aus AKP und CHP
- Bildung einer Koalition aus AKP und HDP
- Bildung einer Koalition der drei bisherigen Oppositionsparteien oder zumindest zweier Oppositionsparteien mit Duldung der verbleibenden dritten (z. B. CHP mit MHP unter Duldung der HDP)
- eine AKP-Minderheitsregierung

Da nach den Wahlen im Juni 2015 keine Koalition gebildet werden konnte, wurden für den 1. November 2015 verfassungsgemäß Neuwahlen ausgerufen. Kritiker fürchteten, es handele sich bei der Neuwahl um einen Versuch der AKP doch noch die absolute Mehrheit der Stimmen zu gewinnen, was ihr auch knapp gelang.